# Psoralis exclamationis
Psoralis exclamationis is een vlinder uit de familie van de dikkopjes (Hesperiidae). De wetenschappelijke naam van de soort is voor het eerst geldig gepubliceerd in 1897 door Paul Mabille.